# Radiochimie

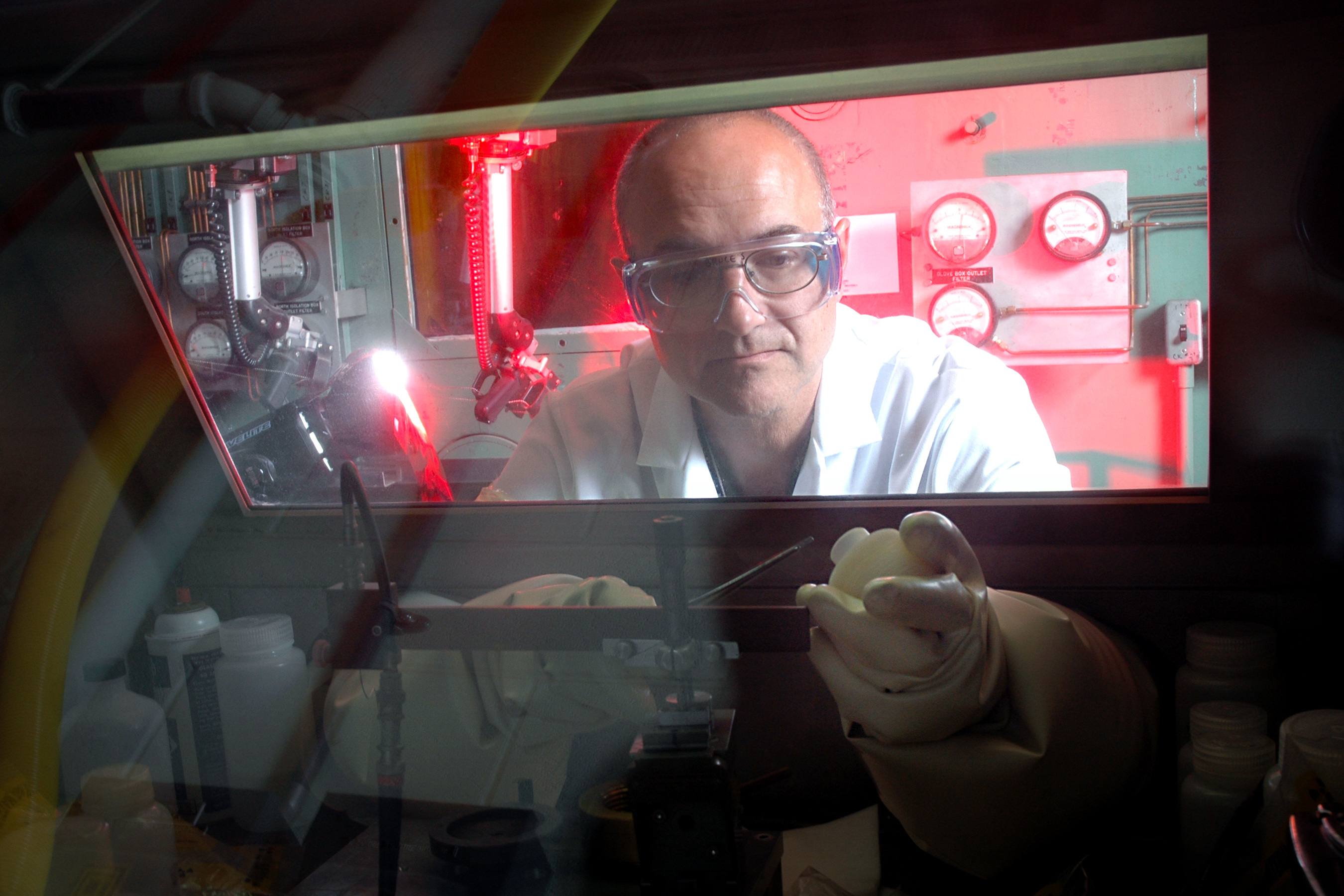
Travail de radiochimie en boîte à gants.

La radiochimie traite principalement de la chimie des radionucléides et de l'effet des radiations ionisantes sur les atomes et molécules (ex. : l'eau). Elle utilise également la radioactivité pour étudier des réactions chimiques ordinaires. Tous les isotopes instables des éléments subissent une désintégration radioactive et émettent des radiations (ces isotopes sont appelés radioisotopes). La radiation émise peut être de trois types : alpha, bêta ou gamma :
- radiation α (alpha) : émission d'une particule alpha (un noyau d'hélium). Quand cela se produit, la masse atomique de l'atome diminue de 4 et le nombre atomique diminue de 2 ;
- radiation β (bêta) : transformation d'un neutron en proton ou l'inverse ;
  - radioactivité β+ : transformation d'un neutron en proton s'accompagnant de l'émission d'un électron et d'un anti-neutrino,
  - ou radioactivité β− (plus courante) : transformation d'un proton en neutron s'accompagnant de l'émission d'un positron (l'anti-particule de l'électron) et d'un neutrino ;
- radiation gamma : émission d'un rayonnement électromagnétique (comme les rayons X) très énergétique issu du noyau d'un atome. L'émission du photon est due à la désexcitation d'un noyau issu d'une désintégration ou d'une fission d'un autre noyau.

Ces trois types de radiations peuvent être distingués par leur taux de pénétration respectif :
- les radiations alpha peuvent facilement être stoppées par quelques centimètres d'air ou de papier ;
- les radiations bêta peuvent être arrêtées par une feuille d'aluminium de quelques millimètres d'épaisseur ;
- les radiations gamma sont les plus pénétrantes et requièrent une épaisseur importante d'un matériau dense comme le plomb (Pb) pour réduire son intensité.

La radiochimie est la partie de la science qui analyse ces réactions basées sur des radiations ionisantes. La radiochimie comprend également la production des radioisotopes et de leurs composés issus du traitement de matériaux naturels ou irradiés ayant des propriétés radioactives. L'analyse radiochimique est la branche de la radiochimie qui identifie et caractérise les radioisotopes dans un échantillon.
La radiochimie se rapproche de la chimie nucléaire, avec ces applications de techniques chimiques aux études nucléaires et ces applications de radioactivité aux problèmes chimiques et biochimiques.
Il existe beaucoup de substances naturelles qui contiennent des éléments radioactifs en quantité significative. C'est le cas de l'uranium (U), du radium (Ra) et du thorium (Th).

## Histoire
La radiochimie a été inventée par Marie Curie à la fin du XIXe siècle, ce qui l'amène à découvrir et à isoler le polonium et le radium. 
En 1934, Frédéric et Irène Joliot-Curie identifient le premier radioisotope synthétique, le phosphore 30, obtenu en bombardant de l'aluminium par des particules α dans une solution contenant du phosphore : ils observent que le phosphore obtenu ensuite par précipitation est radioactif.